# Maxwellia gemma
Maxwellia gemma är en snäckart som först beskrevs av G. B. Sowerby II 1879.  Maxwellia gemma ingår i släktet Maxwellia och familjen purpursnäckor. Inga underarter finns listade i Catalogue of Life.